# LA Knight
Shaun Edward Ricker (Hagerstown, Maryland; 1 de noviembre de 1982) es un luchador profesional estadounidense, quien actualmente trabaja para WWE en su marca RAW bajo el nombre de LA Knight. Ricker también es conocido por su paso en el circuito independiente, National Wrestling Alliance (NWA) y Total Nonstop Action Wrestling/Impact Wrestling (TNA) donde compitió bajo el nombre de Eli Drake.
Ricker es una vez campeón mundial al obtener el Campeón Global de Impact. También es una vez Campeón Mundial en Parejas de la NWA con James Storm, una vez Campeón Rey de la Montaña de la TNA, una vez Campeón Mundial en Parejas de Impact con Scott Steiner y una vez Campeón del Millón de Dólares.
Ricker es poseedor de diversos logros como el Feast or Fired 2016, el Bound for Gold 2016, la Gauntlet for the Gold 2017, la Race for the Case 2017 y el SummerSlam Battle Royal 2023.
Además de la lucha libre, ha aparecido en múltiples infomerciales, tuvo una participación en el programa reality The Hero con Dwayne Johnson, un cameo en la serie de comedia Brooklyn Nine-Nine, y ha realizado la captura de movimiento para otros luchadores de WWE en la serie de videojuegos WWE 2K.

## Carrera como luchador profesional

### Circuito independiente (2002–2011)
Luego de completar sus estudios, Ricker se estableció en Cincinnati en trabajos como camarero en un restaurant Ruby Tuesday y como aserradero para costear su entrenamiento como luchador. A la edad de 20 años, empezó a trabajar regularmente para la promoción Heartland Wrestling Asociación (HWA), comenzando en marzo de 2003. El 9 de noviembre de 2004, Deuce ganó el HWA Television Championship y lo perdió el 4 de enero de 2005. Tuvo un combate "Título vs. Carrera" contra Chad Collyser en la cual perdió, el 31 de octubre de 2006. Ricker No regresaría a HWA hasta 2007 regresando bajo el nombre de Dick Rick.

### World Wrestling Entertainment / WWE (2006, 2008, 2013–2014)
Ricker hizo su primera aparición en World Wrestling Entertainment (WWE) en 2006, Se asoció con Jon Moxley para enfrentarse a Big Show en un combate de desventaja, siendo derrotados. Su segunda aparición fue en el 2008 en un "dark match" en el programa ECW, haciendo equipo con Gen Snitsky perdiendo contra Cryme Tyme.
En mayo de 2013, Wrestling Observador Newsletter informó que Ricker, junto con varios otros luchadores independientes,  fue sometido a la prueba médica necesaria requerida para ser firmado por WWE. Ricker bajo el nombre de Slate Randall, derrotó a Yoshi Tatsu en un "dark match" en grabaciones de televisión en octubre de NXT. El 1 de agosto de 2014, fue liberado de su contrato con WWE. De manera retrospectiva, Ricker ha expresado que su liberación fue debido a problemas profesionales con el entrenador en jefe Bill DeMott, quién dejó su posición en 2015 luego de múltiples acusaciones por mala conducta y aplicar métodos abusivos de entrenamiento.

### Total Nonstop Action Wrestling / Impact Wrestling (2015-2019)
El 16 de febrero de 2015, Ricker participó en el torneo de TNA One Night Only TNA Gut Check, donde derrotó a Crazzy Steve para calificar para el combate final de la noche qué era una "five-way elimination match" la cual fue ganado por Tevita Fifita. El 14 de marzo de 2015, Ricker, bajo el nombre de Eli Drake, participó en las grabaciones de Impact Wrestling. Drake se unió a Drew Galloway y Micah para formar The Rising, derrotando a The Beat Down Clan. En el episodio del 1 de julio de Impact Wrestling, The Beat Down Clan derrotó a The Rising en un "4-on-3 Handicap match", forzando a The Rising a disolverse. 
El 31 de mayo, en el episodio de Impact Wrestling transmitido por Pop (grabada el 23 de abril), Drake cobró el maletín Feast or Fire para una oportunidad por el TNA King of the Mountain Championship, derrotando a Bram quién era brutalmente atacado por Lashley, ganando su primer título en TNA. El 12 de junio en Slammiversary, Drake derrotó a Bram para retener el campeonato. En el show del 28 de junio, Drake realizó su segmento Fact of Life, invitando a James Storm, donde procedió a insultarlo; Storm finalmente golpeó a Drake con su Last Call Superkick, provocando una pelea entre los dos. Luego en el show de la próxima semana (5 de julio), Drake defendió el King of the Mountain Championship ante Storm, pero intencionadamente se descalificó para salvar el título.
El 4 de agosto, Eli Drake tuvo un combate contra James Storm en el cual fue derrotado, perdiendo su campeonato. 
El 11 de enero, Eli se enfrentó a Eddie Edwards, hablando sobre su estilo hardcore. Sin embargo, Eli y Edwards derrotaron a The Rascalz en un combate por equipo en el episodio del 1 de febrero de Impact Wrestling después de que Eli golpeara a su oponente con Kenny, el palo de kendo de Eddie. En el episodio del 22 de febrero, Edwards derrotó a Eli con un roll-up. Después del combate, Eli dice que estaba orgulloso de Edwards, porque lo derrotó con un "movimiento de lucha". Dos semanas después, Eli salvó a Edwards del escuadrón de ataques de Desi. Luego, formaron un equipo y derrotaron a Fallah Bahh y KM, cuando Eddie le permitió a Drake usar a Kenny para golpear a KM y robar la victoria. En el episodio del 5 de abril de Impact Wrestling, Eli y Eddie derrotaron a LAX con la ayuda de Lucha Bros. Durante este tiempo, se reservó un partido entre Drake y Tessa Blanchard en United We Stand. Sin embargo, Drake no quería luchar contra ella, criticando la lucha intergénica. Después de sus comentarios, el 7 de abril, Impact Wrestling rescindió el contrato de Drake con ellos y dejó la compañía.

### Segundo retorno al circuito independiente (2019–2020)
En su primer partido después de la controversia de Impact Wrestling, Drake perdió cuatro partidos fatales en el evento del 11 de mayo de 2019 de Maverick Pro Wrestling.

### Regreso a National Wrestling Alliance (2019–2020)
El 28 de junio de 2019, Drake apareció en el evento Ring of Honor Best un the World, siendo revelado como el misterioso socio de Nick Aldis. Esto lo reveló como la persona más nueva en firmar un acuerdo exclusivo con National Wrestling Alliance (NWA).

### Regreso a WWE (2021-presente)

#### NXT (2021-2022)
El 14 de febrero de 2021, se informó que Ricker había firmado con WWE. Ricker debutó en el pre-show de NXT TakeOver: Vengeance Day donde se reveló que su nuevo nombre sería LA Knight. Más tarde en la noche, Knight fue visto en la oficina de William Regal firmando su contrato, convirtiéndolo así en un miembro oficial de la lista de NXT.

#### SmackDown (2022-presente)
En la edición del 15 de abril de 2022 de SmackDown, Knight hizo su debut oficial en el roster principal en un segmento oscuro bajo el nombre de Max Dupri, y junto Mace y Mansoor, se hicieron llamar como "Maximum Male Models", teniendo un gimmick de super modelos. Sin embargo, el personaje de Knight no era bien recibido por los críticos y durante los siguientes meses, el equipo estuvo varado en segmentos de backstage. El 30 de septiembre en SmackDown, terminó su asociación con Maximum Male Models para semanas después, volver a su anterior personaje. La semana siguiente, derrotó a sus excompañeros Mace y Mansoor. Después de una breve rivalidad con Ricochet, Knight estuvo involucrado en disputas verbales con un Bray Wyatt que hacía su regreso a WWE. En el último SmackDown de 2022, Knight desafió finalmente a Wyatt a un combate en Royal Rumble y este aceptó. Se anunció que el combate sería promocional, un Mountain Dew Pitch Black match cuyo nombre hacía referencia al nuevo sabor de Mountain Dew.
El 4 de enero de 2023, durante una aparición en el podcast After The Bell, ante el nombre que se le dio combate, el mismo luchador declaró que sería un tipo de Anything Goes. En Royal Rumble, fue derrotado por Wyatt y posteriormente recibiría un ataque a manos del Uncle Howdy. En el episodio del 10 de marzo, se enfrentó a Sheamus, Drew McIntyre, Karrion Kross y Xavier Woods en una Fatal 5 Way match para definir al oponente de Gunther por el Campeonato Intercontinental en WrestleMania 39, combate que no logró ganar. En el SmackDown WrestleMania Edition, participó en el André the Giant Memorial Battle Royal, eliminando a Mustafa Ali, sin embargo fue eliminado por Bronson Reed.
En el episodio del 2 de junio de SmackDown, Knight derrotó a Montez Ford para calificar al combate de escalera de Money in the Bank. En el evento del mismo nombre, estaba por ganar el combate, pero finalmente fue empujado por Damian Priest desde la escalera. Después, Knight participó en el torneo por invitación del Campeonato de los Estados Unidos, pero perdió en la semifinal. La semana siguiente, derrotó a Ashante Adonis y se confirmó que participaría en la batalla real en SummerSlam. El 5 de agosto en SummerSlam, ganó dicha batalla real tras eliminar por último a Sheamus, recibiendo una gran ovación de la multitud. Dos noches después en Raw, después de meses de interactuar como tweener, se volvió face cuando comenzó un feudo con The Miz. En Payback, derrotó a The Miz con John Cena, el anfitrión del evento, como árbitro invitado especial.
Después de tomarse un tiempo libre durante una semana, Knight regresó en el episodio del 29 de septiembre de SmackDown para ayudar a Cena contra los miembros de The Bloodline, Jimmy Uso (quien desde entonces se reincorporó al grupo después de traicionar a su propio hermano gemelo Jey Uso) y Solo Sikoa, reemplazando a AJ Styles que resultó herido por Jimmy y Sikoa. Knight haría equipo con Cena contra los samoanos en Fastlane, ganando con éxito. Knight procedería a regresar a NXT en el episodio del 10 de octubre para ser el árbitro invitado especial para la lucha por el Campeonato de NXT esa noche entre Ilja Dragunov y el Campeón Norteamericano de NXT Dominik Mysterio. Knight luego entraría en un feudo con el Campeón Universal Indiscutible de WWE Roman Reigns, y se pactaría un combate por el título para Crown Jewel, donde Knight perdió ante Reigns después de la interferencia de Jimmy Uso. Después de su derrota, Knight dejó en claro que su objetivo es regresar a una revancha con Reigns venciendo a todos los miembros de The Bloodline. 
En SmackDown:New Year's Revolution el 5 de enero de 2024, Knight se enfrentó a Randy Orton y AJ Styles para determinar el contendiente número uno para enfrentar a Reigns por el Campeonato Universal Indiscutible de WWE en Royal Rumble. El combate terminó sin ganador después de que The Bloodline atacara a los tres competidores. El Gerente General de SmackDown, Nick Aldis, luego anunció que Reigns defendería su título en un Fatal 4-Way match en el evento, que Knight no logró ganar al retener Reigns su título. Luego comenzó una rivalidad con Styles y se clasificó para el combate masculino de Elimination Chamber, donde fue eliminado por Drew McIntyre después de que Styles interrumpiera el combate y lo atacara. Esto eventualmente llevaría a Knight a desafiar a Styles a un combate en WrestleMania XL, lo cual éste aceptó.  En la Noche 2 de WrestleMania XL el 7 de abril, Knight venció a Styles. La semana siguiente en SmackDown, Knight participó en el Torneo Eliminador por el Campeonato Indiscutido de la WWE, venciendo a Bobby Lashley y Santos Escobar en las semifinales. Knight fue derrotado por Styles en la final del episodio de SmackDown del 19 de abril, poniendo fin a su rivalidad. En mayo, Knight entró en el torneo King of the Ring, venciendo a Santos Escobar en la primera ronda en un evento en vivo en Chattanooga, pero perdió ante Tama Tonga en los cuartos de final.

#### Campeón de Estados Unidos (2024-presente)
Después de esto, Knight comenzó una pelea con el Campeonato de Estados Unidos Logan Paul. En el episodio del 30 de junio de SmackDown, Knight derrotó a Paul y Santos Escobar en una triple amenaza para calificar para la lucha de escalera de Money in the Bank con Knight cubriendo a Paul,pero la lucha fue ganada por Drew McIntyre. En SummerSlam, Knight derrotó a Paul para ganar el Campeonato de Estados Unidos, su primer campeonato oficial en la WWE. El 9 de agosto, se anunció que Knight modificó su contrato para extender su tiempo en la WWE y aumentar su salario. En el episodio del 23 de agosto de SmackDown, Knight hizo su primera defensa exitosa del Campeonato de los Estados Unidos contra Santos Escobar a pesar de haber sido emboscado por Angel y Berto del Legado Del Fantasma antes de que comenzara el combate. En el episodio de SmackDown de la semana siguiente que tuvo lugar en Berlín, Alemania, Knight lanzó un desafío abierto, que fue respondido por Ludwig Kaiser, a quien Knight posteriormente derrotó para retener el título. En el evento Survivor Series: WarGames (2024), LA Knight perdió el título ante Shinsuke Nakamura quien hacia su regreso.

## Otros medios
En 2013, Ricker apareció en el reality show en televisión de TNT, The Hero, que fue organizada por The Rock.
Bajo el nombre de LA Knight, aparece como un personaje jugable en WWE 2K22 y WWE 2K23. También prestó su voz para el personaje "Paragon Jay Pierce" en el modo MyRise de WWE 2K22. Por años, también fue uno de los luchadores encargados de la captura de movimiento en gran parte de los juegos de WWE 2K.

## Campeonatos y logros
- Championship Pro Wrestling
  - CPW Tag Team Championship (1 vez) – con Jackpot & Sin City Syndicate

- Championship Wrestling From Hollywood
  - CWFH Heritage Heavyweight Championship (1 vez)
  - NWA Heritage Tag Team Championship (2 veces) – con Brian Cage
  - Red Carpet Rumble (2013)

- DDT Pro-Wrestling
  - Ironman Heavymetalweight Championship (1 vez)

- Empire Wrestling Federation
  - EWF Heavyweight Championship (1 vez)
  - Great Goliath Battle Royal (2011) – con Josh Dunbar

- Future Stars of Wrestling
  - FSW Heavyweight Championship (2 veces)

- Heartland Wrestling Association
  - HWA Television Championship (1 vez)
  - Attack of the Trios (2009) – con Dean Jablonski & Jon Moxley

- Mach One Wrestling
  - M1W Tag Team Championship (1 vez) – con Brian Cage
  - M1W Tag Team Championship Tournament (2010) – con Brian Cage

- National Wrestling Alliance
  - NWA World Tag Team Championship (1 vez) – con James Storm

- Pro Wrestling Revolution
  - PWR Heavyweight Championship (1 vez)

- Total Nonstop Action Wrestling / Impact Wrestling
  - Impact Global Championship (1 vez)
  - TNA King of the Mountain Championship (1 vez)
  - Impact World Tag Team Championship (1 vez) - con Scott Steiner
  - Feast or Fired (2016 y 2018)

- - Bound for Gold (2016)
  - Gauntlet for the Gold (2017)
  - Race for the Case (2017)

- WWE
  - WWE United States Championship (2 veces)
  - Million Dollar Championship (1 vez)
  - SummerSlam Battle Royal (2023)

- ESPN
  - Luchador revelación del año (2023)

- Pro Wrestling Illustrated
  - Clasificado en el puesto n.º 472 en los PWI 500 de 2007[27]
  - Clasificado en el puesto n.º 334 en los PWI 500 de 2012[28]
  - Clasificado en el puesto n.º 361 en los PWI 500 de 2013[29]
  - Clasificado en el puesto n.º 196 en los PWI 500 de 2015[30]
  - Clasificado en el puesto n.º 94 en los PWI 500 de 2016[31]
  - Clasificado en el puesto n.º 184 en los PWI 500 de 2017[32]
  - Clasificado en el puesto n.º 32 en los PWI 500 de 2018[33]
  - Clasificado en el puesto n.º 149 en los PWI 500 de 2019[34]
  - Clasificado en el puesto n.º 120 en los PWI 500 de 2020[35]
  - Clasificado en el puesto n.º 271 en los PWI 500 de 2021[36]
  - Clasificado en el puesto n.º 310 en los PWI 500 de 2022[37]
  - Clasificado en el puesto n.º 130 en los PWI 500 de 2023[38]
  - Clasificado en el puesto n.º 27 en los PWI 500 de 2024[39]